# Klausewitzia
Klausewitzia is een monotypisch geslacht van straalvinnige vissen uit de familie van de grondzalmen (Crenuchidae).

## Soort
- Klausewitzia ritae Géry, 1965